# Arquivo Transgênero da Universidade de Vitória
O Arquivo Transgênero da Universidade de Vitória é o "maior arquivo transgênero do mundo".
A coleção está localizada nas Bibliotecas, Coleções Especiais e Arquivos da Universidade da Universidade de Victoria (Mearns Center for Learning), em Vitória, British Columbia, Canadá, e é coordenada por Aaron H. Devor e administrada pela diretora das coleções especiais e arquivista universitária Lara Wilson.
A gênese do Arquivo Transgênero ocorreu em 2005 com uma conversa entre Devor e Rikki Swin, um antigo fabricante de moldagem por injeção de plástico em Chicago e fundador do Instituto Rikki Swin que se mudou para Vitória em 2007.

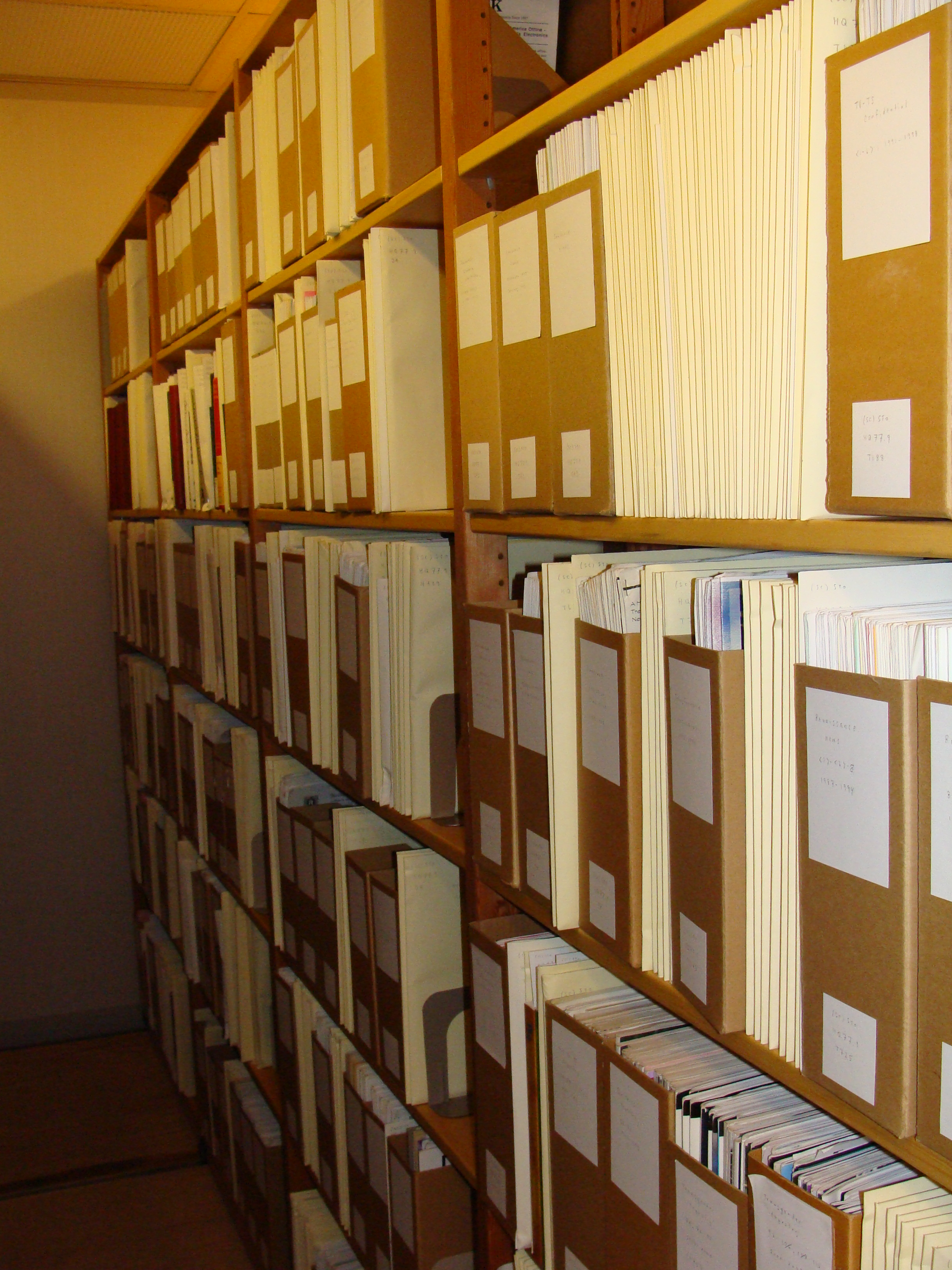
Pilhas físicas no Arquivo Transgênero da Universidade de Vitória.

A instituição contém material de arquivo de grandes e pequenas organizações trans e enfoca as contribuições de ativistas e pesquisadores que trabalham para a melhoria de pessoas trans, não binárias e com dois espíritos.
Embora o arquivo atualmente enfatize coleções da América do Norte e da Europa, os materiais remontam a mais de 120 anos e estão em 15 idiomas de 23 países em seis continentes.

Em 2014, Aaron H. Devor publicou o livro The Transgender Archives: Foundations for the Future, apresentando a coleção. A publicação foi finalista do 27º Lambda Literary Awards ("Lammys") na categoria de "não ficção LGBT".